# Lattenbuch
Lattenbuch ist ein Gemeindeteil der Stadt Herrieden im Landkreis Ansbach (Mittelfranken, Bayern). Lattenbuch liegt in der Gemarkung Oberschönbronn.

## Geographie
Beim Kirchdorf entspringt der Lattenbuchergraben, der 0,75 km südwestlich als linker Zufluss der Wieseth mündet. Der Ort liegt auf einer flachhügeligen Hochebene mit kleinen Waldgebieten und Acker- und Grünland. Im Nordosten wird die Flur In der Klinge genannt, im Südosten Espan.
Gemeindeverbindungsstraßen führen nach Böckau (0,9 km südlich) und Oberschönbronn (1,1 km südlich) jeweils zur Kreisstraße AN 52, nach Sickersdorf zur AN 37 (1,3 km westlich) und direkt zur AN 37 (1 km nordwestlich), nach Heuberg (2,2 km nordöstlich) und nach Limbach zur Staatsstraße 2248 (2 km östlich).

## Geschichte
Lattenbuch lag im Fraischbezirk des ansbachischen Oberamtes Feuchtwangen. 1732 bestand der Ort aus 19 Anwesen (5 Halbhöfe, 14 Güter) und einem Gemeindehirtenhaus. Die Dorf- und Gemeindeherrschaft und die Grundherrschaft über alle Anwesen hatte das eichstättische Oberamt Wahrberg-Herrieden. An diesen Verhältnissen änderte sich bis zum Ende des Alten Reiches nichts. Von 1797 bis 1808 unterstand der Ort dem Justiz- und Kammeramt Feuchtwangen.
Mit dem Gemeindeedikt (frühes 19. Jahrhundert) wurde Lattenbuch dem Steuerdistrikt Gräbenwinden und der Ruralgemeinde Oberschönbronn zugeordnet. Im Zuge der Gebietsreform in Bayern wurde Lattenbuch am 1. Januar 1972 nach Herrieden eingemeindet.

### Baudenkmäler
In Lattenbuch gibt es neun Baudenkmäler:
- Katholische Filialkirche Mater dolorosa: Saalkirche, Westturm mit Zwiebelhaube, Bau von 1935; mit Ausstattung
- Haus Nr. 4: Wohnstallhaus, zweigeschossiger traufständiger Satteldachbau, 1909, Inschrifttafel mit Kreuzigung, 18. Jahrhundert, wieder verwendet 1909; Scheune, eingeschossiger Satteldachbau, wohl gleichzeitig
- Haus Nr. 19: Wohnstallhaus, massiv, zweite Hälfte 18. Jahrhundert
- Haus Nr. 33: Wegkreuz, gusseisernes Kruzifix, Mitte 19. Jahrhundert, am Ortsausgang nach Schönau.
- in Lattenbuch: eingeschossiges Tagelöhnerhaus, teilweise verputztes Fachwerk, spätes 18. Jahrhundert
- in Lattenbuch: Wegkreuz, Gusseisen, Mitte 19. Jahrhundert, an der Dorfstraße
- Berglesfeld: Votivkreuz, Wegkreuz, gusseisernes Kruzifix auf Sandsteinsockel, mit Inschrift: „Für glückliche Heimkehr aus dem Ersten Weltkrieg“, wohl zweites Viertel 20. Jahrhundert, an der Straße nach Oberschönbronn
- Lindlein: Wegkreuz, Gusseisenkruzifix, Mitte 19. Jahrhundert, an der Straße nach Schönau, 300 Meter außerhalb
- von Lattenbuch zur Kreisstraße AN 37: Gedenkstein in Bildstockform, bezeichnet „1928“; 1,5 Kilometer außerhalb an der Straße nach Schönau

### Einwohnerentwicklung
| Jahr      | 001818 | 001840 | 001861 | 001871 | 001885 | 001900 | 001925 | 001950 | 001961 | 001970 | 001987 |
| Einwohner | 140    | 150    | 162    | 155    | 167    | 186    | 192    | 202    | 181    | 166    | 134    |
| Häuser    | 23     | 23     |        |        | 38     | 39     | 38     | 36     | 36     |        | 33     |
| Quelle    | [ 11 ] | [ 12 ] | [ 13 ] | [ 14 ] | [ 15 ] | [ 16 ] | [ 17 ] | [ 18 ] | [ 19 ] | [ 20 ] | [ 1 ]  |

## Religion
Der Ort ist römisch-katholisch geprägt und bis heute nach St. Jakobus der Ältere (Elbersroth) gepfarrt. Die Einwohner evangelisch-lutherischer Konfession sind nach St. Wenzeslaus (Wieseth) gepfarrt.